# 果つる底なき
『果つる底なき』（はつるそこなき）は、池井戸潤の小説。第44回江戸川乱歩賞受賞作。1998年9月10日に、講談社より単行本が、2001年6月15日に講談社文庫版が刊行された。
2000年2月11日、フジテレビ系でテレビドラマ化された。

## 概要
元銀行員の著者が、都市銀行の内幕を舞台に描いた作品。ビジネス書などの著書は複数あったが、小説としては本作がデビュー作になる。本書が刊行された1998年は、日本長期信用銀行の破綻や不良債権の焦げ付きなど、金融不祥事が相次いだことで注目が高まった。
1998年、第44回江戸川乱歩賞を受賞する（福井晴敏の「Twelve Y. O.」と同時受賞）。『週刊文春』の傑作ミステリーベスト10で第8位にランクインした。

## あらすじ
ある日、二都銀行渋谷支店に勤める伊木遥の研修時代からの友人である坂本健司は、「なあ、伊木、これは貸しだからな」と謎の言葉を残して死んだ。死因はアシナガバチによるアナフィラキシーショックだった。
翌日、坂本が顧客の口座から金を引き出し、自分の口座に送金していたことが発覚する。伊木は、坂本の無実を信じ、坂本が生前何をしようとしていたのか調べ始める。その過程で、自分が融資を担当した「東京シリコン」倒産の真の原因を突き止め、坂本が言っていた「貸し」の意味を理解し、痛恨の思いに駆られる。
しかし、坂本の死には更に深い闇が隠されていた。真相を探る伊木の行動を邪魔する者が現れ、更なる死人・怪我人が出始める。

## 登場人物
伊木 遥（いぎ はるか）
二都銀行渋谷支店融資課長代理。融資担当だが、坂本の死後債権回収も兼務する。かつては本店企画部に在籍していたが、海外のある金融機関の買収の失敗の責任を取る形で渋谷支店に左遷された。幼い頃に母を亡くし、父子家庭で育つ。父親も就職とほぼ同時に病死する。現在独身。愛車は赤のホンダ・シビック。
坂本 健司（さかもと けんじ）
二都銀行渋谷支店融資課長代理。債権回収担当。小太り。妻と3歳の娘・紗絵がいる。伊木とは研修時代からの仲で、伊木が左遷された時や東京シリコンの倒産が決定した時もさりげなく励ましてくれ、伊木を精神的に何度も救ってくれた。大学時代アシナガバチに刺されたことがあり、勤務中に再び刺され、それが元で死亡。死後、顧客の預金を引き出し、勤務先以外の銀行の自分の口座に送金したという疑惑がかかるが、無実だった。
坂本 曜子（さかもと ようこ）
坂本の妻。坂本と結婚する前は、同じ二都銀行本店企画部に勤めていて、伊木と付き合っていた。事件後、実家のある調布に戻る。
古河（ふるかわ）
二都銀行渋谷支店融資課長。伊木と飲んだ日に刺され、瀕死の重傷を負うが、一命を取り留める。
高畠 浩一郎（たかはた こういちろう）
二都銀行渋谷支店長。支店長に就いてからまだ日が浅く、またずっと国際畑一筋だったため支店の業務にまだ疎いところがある。
北川 睦夫（きたがわ むつお）
二都銀行渋谷支店副支店長。狡猾な処世術に長けており、部下の些細なミスをあげつらうのが好き。愛人がおり、「エトランゼ」という店を経営させていた。
西口 淳（にしぐち あつし）
二都銀行本店企画部。伊木の大学の1年先輩。所属部署のせいか、情報が早い。
藤枝（ふじえだ）
高畠の前任の渋谷支店長。通常支店長の任期は2年だったが、1年で本部に戻って、現在は取締役企画部長。伊木と同じ大学出身。
柳葉 朔太郎（やなぎば さくたろう）
坂本が回収を担当していた東京シリコンの社長。信越マテリアルから発行された融通手形を割り引いて現金化し、仁科佐和子という女性に送金していた。経営していた会社が倒産し、立ち直った過去がある。
柳葉 奈緒（やなぎば なお）
柳葉朔太郎の娘。大学院生。融資担当だった伊木とは互いに父子家庭で育ったことが共通点で親しくなったが、融資担当者と取引先の娘という間柄か、恋人関係には至らなかった。後に、亡き父の会社を再建するため、大学院を辞める。そのことがきっかけで伊木との仲が修復し、同居するようになる。
山崎耕太（やまざき こうた）
二都商事 金属グループ金属課長。信越マテリアルの和議申請に際し、財務部長として出向した。
大庭（おおば）・滝川（たきがわ）
警視庁代々木警察署暴力犯捜査第一係の刑事。坂本の事件を担当。
難波 俊造（なんば しゅんぞう）
信越マテリアル社長。資金繰りが悪化し、和議を申請し、承認される。
仁科 佐和子（にしな さわこ）
東京シリコンが倒産する直前に、柳葉から受け取った資金を元手に半導体関連の会社「テンナイン」を設立する。信越マテリアルで難波の秘書をしていた。
李 洋平（リー ようへい）
伊木の行動を妨害するために古河を刺した男。「李」という名前は通称で、外国人を装っていたが、実は日本人。本名、山崎洋平。山崎耕太の異父弟であった。

## 書籍情報
- 単行本：講談社、1998年9月10日発売[2]、ISBN 978-4-06-209367-5
- 文庫本：講談社文庫、2001年6月15日発売[3]、ISBN 978-4-06-273179-9

## テレビドラマ
2000年2月11日21:00 - 22:52にフジテレビ系「金曜エンタテイメント」で、『果つる底なき－銀行の融資打ち切りが生んだ倒産の悲劇－ 銀行の影に潜む巨悪犯罪』として放映された。
支店名が渋谷支店から緑町支店になっているほか、登場人物の設定が多少変更されている。

### キャスト
- 二都銀行
  - 伊木 遥：渡辺謙（本店勤務）
  - 坂本 健司：伊集院光（緑町支店勤務）
  - 佐伯：津嘉山正種（常務）
  - 北川 睦夫：西田健（支店長）
  - 西口 淳：段田安則（副支店長）
- 柳葉 朔太郎：石田太郎（東京シリコン社長）
- 仁科 佐和子：山下容莉枝（東京シリコン経理部長）
- 柳葉 奈緒：菅野美穂（朔太郎の娘）
- 青木 扶佐子：松本圭未（北川の愛人）
- 伊木 史子：高樹沙耶（遥の妻）
- 木下ほうか
- 藤田宗久
- 倉持一裕
- 青山： 元井須美子（史子の主治医）
- 舞（谷口舞）
- 笠井一彦
- 瑞木健太郎
- 山崎満
- 中根徹
- 池田稔
- 福原尚虎
- 中込佐知子
- 上野由香里
- 藤森みゆき
- 古舘昌彦

### スタッフ
- 脚本：福田靖
- 企画：清水賢治
- プロデュース：中山和記、鈴木伸太郎
- 演出：福本義人
- 特別協力：日本推理作家協会、講談社
- 協力：ベイシス、バスク、フジアール
- 制作：フジテレビ、共同テレビ